# 유익종, 노유정의 뮤직카페
유익종, 노유정의 뮤직카페는 2000년 5월 1일부터 2001년 4월 8일까지 1년간 KBS 2라디오에서 매일 오후 4시 10분부터 오후 5시 55분까지 방송했던 라디오 프로그램이다.

## DJ
- 유익종 가수 (남)
- 노유정 배우 (여)

## 같이 보기
- KBS
- KBS 제2라디오

| KBS 2라디오                  |                               |                              |
| 이전                         | 유익종, 노유정의 뮤직카페     | 다음                         |
| 오늘의 날씨                  | 유익종, 노유정의 뮤직카페     | 증권 정보                    |
| 오후 4시 5분 ~ 오후 4시 10분 | 오후 4시 10분 ~ 오후 5시 55분 | 저녁 6시 5분 ~ 저녁 6시 10분 |
|                              |                               |                              |